# サスカチワンの狼火
『サスカチワンの狼火』（さすかちわんののろし、Saskatchewan）は1954年のアメリカ合衆国の西部劇映画。ラオール・ウォルシュ監督の作品で、出演はアラン・ラッド、シェリー・ウィンタースなど。

## キャスト
※括弧内は日本語吹替（テレビ版）
- トーマス・オルーク警部：アラン・ラッド（金内吉男）
- グレース：シェリー・ウィンタース（富永美沙子）
- Batouche：J・キャロル・ネイシュ
- カール・スミス：ヒュー・オブライアン
- ベントン：ロバート・ダグラス
- パトリック・J・スカンロン：リチャード・ロング
- Chief Dark Cloud：アントニオ・モレノ
  - 日本語吹替その他：田中信夫、大木民夫、館敬介、雨森雅司、和田啓

## スタッフ
- 監督：ラオール・ウォルシュ
- 製作：アーロン・ローゼンバーグ
- 脚本：ギル・ダウド
- 撮影：ジョン・サイツ
- 編集：フランク・グロス
- 音楽監督：ジョセフ・ガーシェンソン